# Harry Ewart Hopthrow
Harry Ewart Hopthrow, britanski general, * 1896, † 1992.